# Ванивар Буш
Ванивар Буш (на английски: Vannevar Bush) е американски инженер.

## Биография
Роден е на 11 март 1890 година в Евърет, Масачузетс, в семейството на универсалистки свещеник. През 1913 година получава магистърска степен в Колежа „Тъфтс“, а през 1916 година защитава докторат в Масачузетския технологичен институт, където остава да работи в областта на електротехниката и ранните компютри. По време на Втората световна война оглавява Службата за научни изследвания и развитие, която координира повечето военни изследвания, включително началните етапи на Проекта „Манхатън“.
Ванивар Буш умира на 28 юни 1974 година в Белмонт.